# Karl Schneck (Feuerwehrmann)

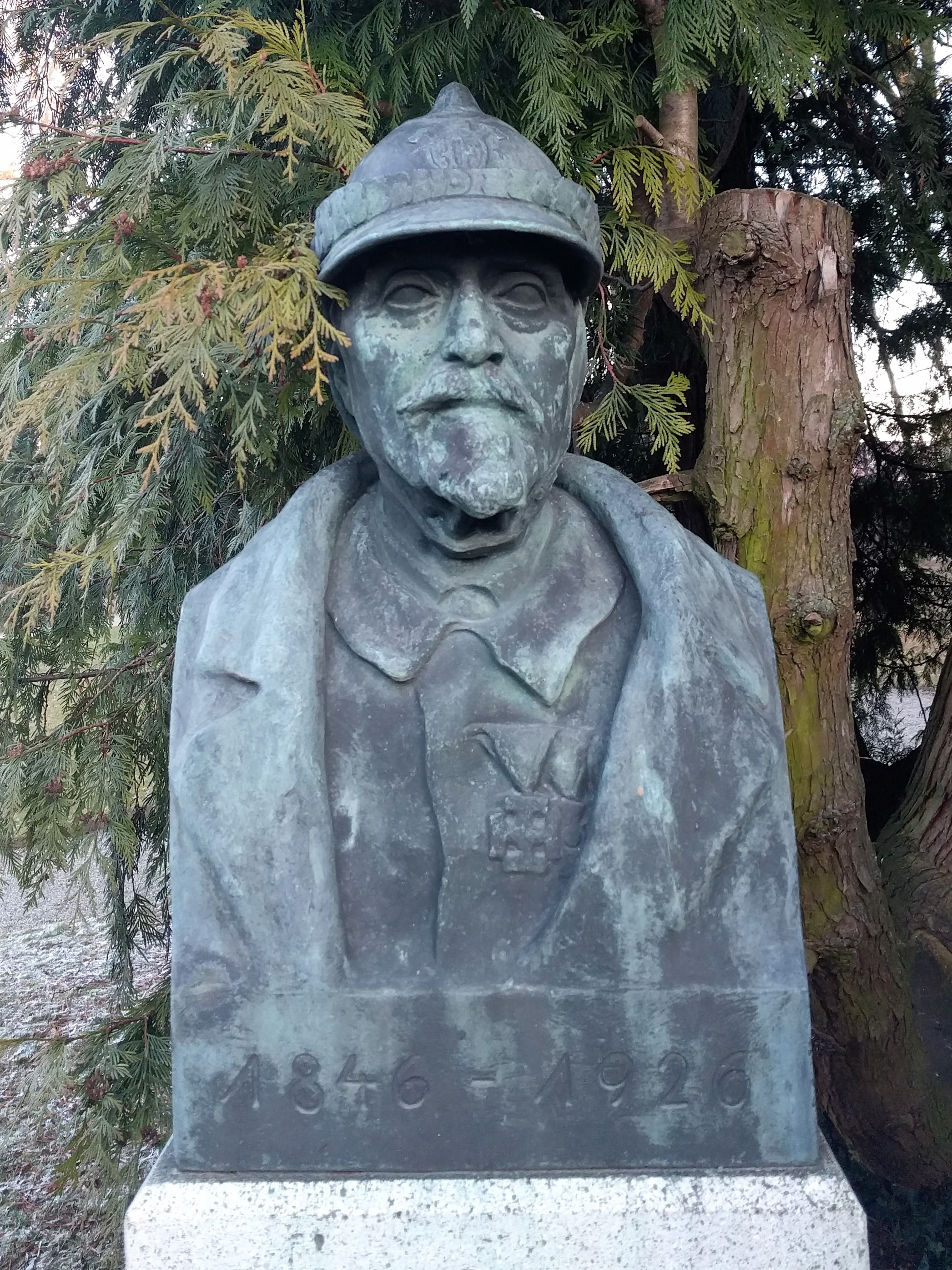
Büste im St. Pöltner Sparkassenpark

Karl Schneck (* 17. November 1846 in St. Pölten, Niederösterreich; † 4. Dezember 1926 ebenda) war ein österreichischer Feuerwehrpionier, Politiker und Turnlehrer.

## Leben und Wirken
Karl Schneck ist als Sohn eines Gastwirts geboren und besuchte in  Krems und Wien das Gymnasium. 1866 maturierte er und war ab 1871 Turnlehrer am St. Pöltner Gymnasium der englischen Fräulein. Nach der Lehrbefähigungsprüfung im Jahr 1873 war er Turnlehrer an verschiedenen Schulen. Ab 1878 war er Professor. 
Ab 1866 war Schneck Mitglied beim Turnverein St. Pölten. An deren Spitze stand Schneck von 1884 bis 1897. Er war seit der Gründung 1867 Mitglied der Freiwilligen Feuerwehr St. Pölten, von 1887 bis 1918 war er zudem Hauptmann. Darüber hinaus gehörte er über 12 Jahre dem St. Pöltner Gemeinderat an.
In dieser Zeit regte er außerdem die Gründung zahlreicher anderer Feuerwehren an, ebenso wie den Bezirksfeuerwehrverband St. Pölten, an dessen Spitze er 50 Jahre lang bis 1925 stand. Im Jahr 1893 kam er an die Spitze des niederösterreichischen Landesfeuerwehrverbandes. 1903 wurde er Obmann des Reichsfeuerwehrverbandes, dem späteren Bundesfeuerwehrverband. Als dessen Obmann organisierte er den letzten Reichsfeuerwehrtag im Jahr 1906, an dem auch die Landesverbände der Kronländer teilnahmen.
Nach dem Ersten Weltkrieg leitete er drei Jahre lang die Sparkasse der Stadt St. Pölten, deren Direktorium er bereits mehr als zwanzig Jahre angehört hatte.
Am 4. Dezember 1926 starb Schneck in seiner Heimatstadt.
Vater Schneck gilt als einer der Pioniere des österreichischen Freiwilligenwesens in der Feuerwehr.

## Leitende Funktionen
- Hauptmann der Feuerwehr St. Pölten 1887–1918
- Obmann des Bezirksfeuerwehrverbandes St. Pölten 1875–1925
- Obmann des niederösterreichischen Landesfeuerwehrverbandes 1893–1922
- Obmann des Reichsfeuerwehrverbandes 1903–1914

## Auszeichnungen
- 1887 Ehrenbürger von St. Pölten
- 1913 Ehren-Ausschussmitglied des deutschen Reichs-Feuerwehrverbandes.
- 1914 Ehrenpräsident des Reichsfeuerwehrverbandes
- 1924 Ehrenkommandant aller niederösterreichischen Feuerwehren
- 1926 Silbernes Ehrenzeichen für Verdienste um die Republik Österreich
- Zivil-Verdienstkreuz

Ihm zu Ehren wurde nach seinem Tod im Jahr 1927 die Schneckgasse in St. Pölten nach ihm benannt. Zudem wurde anlässlich des 26. Landesfeuerwehrtages in St. Pölten am 7. August 1927 eine Bronzebüste vom Bildhauer Wilhelm Frass enthüllt.